# 자유당 (필리핀)
자유당은 필리핀의 사회자유주의 정당이다.